# Auchendinny
Auchendinny is een klein dorp dicht bij Penicuik, in het Schotse bestuurlijke gebied Midlothian. Het dorp had een papierfabriek bij Dalmore, totdat deze gesloten werd in 2005. Het was door deze fabriek het hart van de Schotse papierindustrie. Vlakbij ligt Auchendinny House, dat het laatste plattelandshuis is dat is ontworpen door architect Sir William Bruce.